# Цветан Дяков
Цветан Пенев Дяков (изписване до 1945 година: Цвѣтанъ Дѣковъ) е български юрист, доктор по правните науки, народен представител в XXII обикновено народно събрание (1927 – 1931).

## Биография
Роден е през 1893 година в село Ценово, Русенско. Син е на Пеню Цветков Дяков, народен представител, съратник на Стефан Стамболов.
Завършва Търновската гимназия със златен медал. Желанието му е да следва медицина, но се вслушва в съвет на Александър Малинов да се насочи към правото. Завършва Брюкселския университет с отличие; доктор по правните науки.
След завръщането си в България е кмет на Свищов и редактор на два вестника. Избран е за народен представител (най-младият тогава) в XXII обикновено народно събрание (1927 – 1931) от Демократическия сговор.
В началото на 40-те години е съинициатор на закон за защита на българските евреи. Между май и октомври 1942 г. и между юли и октомври 1944 г. преминава военно обучение като член съдия в Софийския военнополеви съд. През пролетта на 1942 г. е мобилизиран като съдия по дело 503/1942 г., известно като „Процес на парашутистите и подводничарите“.
На 25 април 1945 г. Цветан Дяков е осъден от Деветия състав на т. нар. Народен съд на пет години строг тъмничен затвор, 100 000 лева глоба, конфискация на цялото му имущество и лишаване от права за 7 години. През 1947 г. излиза от затвора.
Баща е на известния скулптор Александър Дяков.